# Stopnie wojskowe i insygnia oficerów marynarek wojennych krajów członkowskich NATO
Stopnie wojskowe i insygnia oficerów marynarek wojennych krajów członkowskich NATO – celem ujednolicenia rang, Organizacja Traktatu Północnoatlantyckiego ustaliła standaryzowaną hierarchię rang oficerskich w marynarce wojennej krajów NATO, określoną w wykazie STANAG. Poszczególne rangi - bez względu na rangi narodowe - określone są jednolitym dla wszystkich państw kodem alfanumerycznym.

## Oficerowie (OF 1–10)
|                     | OF-10                | OF-9                                         | OF-8                  | OF-7                              | OF-6                    | OF-5                      | OF-4                       | OF-3                              | OF-2                                              | OF-2                                              | OF-1                               | OF-1                              | OF(D)                   | OF(D)                   | OF(D)                   | Kandydaci             |
| ------------------- | -------------------- | -------------------------------------------- | --------------------- | --------------------------------- | ----------------------- | ------------------------- | -------------------------- | --------------------------------- | ------------------------------------------------- | ------------------------------------------------- | ---------------------------------- | --------------------------------- | ----------------------- | ----------------------- | ----------------------- | --------------------- |
| Polska              |                      |                                              |                       |                                   |                         |                           |                            |                                   |                                                   |                                                   |                                    |                                   | brak odpowiednika       | brak odpowiednika       | brak odpowiednika       |                       |
| Polska              | Marszałek Polski     | Admirał                                      | Admirał floty         | Wiceadmirał                       | Kontradmirał            | Komandor                  | Komandor porucznik         | Komandor podporucznik             | Kapitan marynarki                                 | Kapitan marynarki                                 | Porucznik marynarki                | Podporucznik marynarki            | brak odpowiednika       | brak odpowiednika       | brak odpowiednika       | Podchorąży            |
| USA                 |                      |                                              |                       |                                   |                         |                           |                            |                                   |                                                   |                                                   |                                    |                                   | różne                   | różne                   | różne                   | różne                 |
| USA                 | Fleet Admiral        | Admiral                                      | Vice Admiral          | Rear Admiral (UH)                 | Rear Admiral (LH)       | Captain                   | Commander                  | Lieutenant Commander              | Lieutenant                                        | Lieutenant                                        | Lieutenant, Junior Grade           | Ensign                            | Officer Candidate       | Officer Candidate       | Officer Candidate       | Midshipman            |
| Niemcy              | brak odpowiednika    |                                              |                       |                                   |                         |                           |                            |                                   |                                                   |                                                   |                                    |                                   |                         |                         |                         | stopnie podoficerskie |
| Niemcy              | brak odpowiednika    | Admiral                                      | Vizeadmiral           | Konteradmiral                     | Flottillenadmiral       | Kapitän zur See           | Fregattenkapitän           | Korvettenkapitän                  | Stabskapitänleutnant                              | Kapitänleutnant                                   | Oberleutnant zur See               | Leutnant zur See                  | Oberfähnrich zur See    | Fähnrich zur See        | Seekadett               | stopnie podoficerskie |
| Wielka Brytania     |                      |                                              |                       |                                   |                         |                           |                            |                                   |                                                   |                                                   |                                    |                                   | brak odpowiednika       | brak odpowiednika       | brak odpowiednika       |                       |
| Wielka Brytania     | Admiral of the Fleet | Admiral                                      | Vice Admiral          | Rear Admiral                      | Commodore               | Captain                   | Commander                  | Lieutenant Commander              | Lieutenant                                        | Lieutenant                                        | Sub Lieutenant                     | Midshipman                        | brak odpowiednika       | brak odpowiednika       | brak odpowiednika       | Officer Cadet         |
| Kanada              | brak odpowiednika    |                                              |                       |                                   |                         |                           |                            |                                   |                                                   |                                                   |                                    |                                   | brak odpowiednika       | brak odpowiednika       | brak odpowiednika       |                       |
| Kanada              | brak odpowiednika    | Admiral                                      | Vice-Admiral          | Rear-Admiral                      | Commodore               | Captain                   | Commander                  | Lieutenant-Commander              | Lieutenant                                        | Lieutenant                                        | Sub-Lieutenant                     | Acting Sub-Lieutenant             | brak odpowiednika       | brak odpowiednika       | brak odpowiednika       | Naval Cadet           |
| Kanada              | brak odpowiednika    | Amiral                                       | Vice-amiral           | Contre-amiral                     | Commodore               | Capitaine de vaisseau     | Capitaine de frégate       | Capitaine de corvette             | Lieutenant de vaisseau                            | Lieutenant de vaisseau                            | Enseigne de vaisseau de 1re classe | Enseigne de vaisseau de 2e classe | brak odpowiednika       | brak odpowiednika       | brak odpowiednika       | Aspirant de marine    |
| Chorwacja           |                      |                                              |                       |                                   |                         |                           |                            |                                   |                                                   |                                                   |                                    |                                   | brak odpowiednika       | brak odpowiednika       | brak odpowiednika       | brak odpowiednika     |
| Chorwacja           | admiral flote        | admiral                                      | viceadmiral           | kontraadmiral                     | komodor                 | kapetan bojnog broda      | kapetan fregate            | kapetan korvete                   | poručnik bojnog broda                             | poručnik bojnog broda                             | poručnik fregate                   | poručnik korvete                  | brak odpowiednika       | brak odpowiednika       | brak odpowiednika       | brak odpowiednika     |
| Dania               | brak odpowiednika    |                                              |                       |                                   |                         |                           |                            |                                   |                                                   |                                                   |                                    |                                   | brak odpowiednika       | brak odpowiednika       | brak odpowiednika       | brak odpowiednika     |
| Dania               | brak odpowiednika    | Admiral                                      | Viceadmiral           | Kontreadmiral                     | Flotilleadmiral         | Kommandør                 | Kommandørkaptajn           | Orlogskaptajn                     | Kaptajnløjtnant                                   | Kaptajnløjtnant                                   | Premierløjtnant                    | Løjtnant                          | brak odpowiednika       | brak odpowiednika       | brak odpowiednika       | brak odpowiednika     |
| Francja             |                      |                                              |                       |                                   |                         |                           |                            |                                   |                                                   |                                                   |                                    |                                   |                         |                         |                         |                       |
| Amiral de France    | Amiral               | Vice-amiral d'escadre                        | Vice-amiral           | Contre-amiral                     | Capitaine de vaisseau   | Capitaine de frégate      | Capitaine de corvette      | Lieutenant de vaisseau            | Lieutenant de vaisseau                            | Enseigne de vaisseau de 1re classe                | Enseigne de vaisseau de 2e classe  | Aspirant                          | Aspirant                | Aspirant                | Élève-officier          |                       |
| Grecja              | brak odpowiednika    |                                              |                       |                                   |                         |                           |                            |                                   |                                                   |                                                   |                                    |                                   | brak odpowiednika       | brak odpowiednika       | brak odpowiednika       | brak odpowiednika     |
| Grecja              | brak odpowiednika    | Ναύαρχος                                     | Αντιναύαρχος          | Υποναύαρχος                       | Αρχιπλοίαρχος           | Πλοίαρχος                 | Αντιπλοίαρχος              | Πλωτάρχης                         | Υποπλοίαρχος                                      | Υποπλοίαρχος                                      | Ανθυποπλοίαρχος                    | Σημαιοφόρος                       | brak odpowiednika       | brak odpowiednika       | brak odpowiednika       | brak odpowiednika     |
| Grecja              | brak odpowiednika    | Navarchos                                    | Antinavarchos         | Yponavarchos                      | Archiploiarchos         | Ploiarchos                | Antiploiarchos             | Plotarchis                        | Ypoploiarchos                                     | Ypoploiarchos                                     | Anthypoploiarchos                  | Simaioforos                       | brak odpowiednika       | brak odpowiednika       | brak odpowiednika       | brak odpowiednika     |
| Holandia            |                      |                                              |                       |                                   |                         |                           |                            |                                   |                                                   |                                                   |                                    |                                   |                         |                         |                         | brak odpowiednika     |
| Holandia            | Admiraal             | Luitenant-Admiraal                           | Vice-Admiraal         | Schout-bij-Nacht                  | Commandeur              | Kapitein ter zee          | Kapitein-luitenant ter zee | Luitenant ter zee der 1ste klasse | Luitenant ter zee der 2de klasse oudste categorie | Luitenant ter zee der 2de klasse oudste categorie | Luitenant ter zee der 2de klasse   | Luitenant ter zee der 3de klasse  | Sergeant-Adelborst      | Korporaal-Adelborst     | Adelborst               | brak odpowiednika     |
| Islandia            | brak odpowiednika    | brak odpowiednika                            | brak odpowiednika     |                                   | brak odpowiednika       |                           |                            |                                   |                                                   |                                                   |                                    |                                   |                         |                         |                         | brak odpowiednika     |
| Islandia            | brak odpowiednika    | brak odpowiednika                            | brak odpowiednika     | Forstjóri Landhelgisgæslu Íslands | brak odpowiednika       | Yfirmaður Gæsluframkvæmda | Skipherra 1°               | Skipherra 2°                      | Yfirstýrimaður                                    | Yfirstýrimaður                                    | 2. Stýrimaður                      | 3. Stýrimaður                     | Foringjabyrjandi        | Foringjabyrjandi        | Foringjabyrjandi        | brak odpowiednika     |
| Włochy              |                      |                                              |                       |                                   |                         |                           |                            |                                   |                                                   |                                                   |                                    |                                   |                         |                         |                         | brak odpowiednika     |
| Włochy              | ammiraglio           | ammiraglio di squadra con incarichi speciali | ammiraglio di squadra | ammiraglio di divisione           | contrammiraglio         | capitano di vascello      | capitano di fregata        | capitano di corvetta              | primo tenente di vascello                         | tenente di vascello                               | sottotenente di vascello           | guardiamarina                     | aspirante guardiamarina | aspirante guardiamarina | aspirante guardiamarina | brak odpowiednika     |
| Norwegia            | brak odpowiednika    |                                              |                       |                                   |                         |                           |                            |                                   |                                                   |                                                   |                                    |                                   | brak odpowiednika       | brak odpowiednika       | brak odpowiednika       | brak odpowiednika     |
| Norwegia            | brak odpowiednika    | Admiral                                      | Viseadmiral           | Kontreadmiral                     | Flaggkommandør          | Kommandør                 | Kommandørkaptein           | Orlogskaptein                     | Kapteinløytnant                                   | Kapteinløytnant                                   | Løytnant                           | Fenrik                            | brak odpowiednika       | brak odpowiednika       | brak odpowiednika       | brak odpowiednika     |
| Portugalia          |                      |                                              |                       |                                   |                         |                           |                            |                                   |                                                   |                                                   |                                    |                                   |                         |                         |                         |                       |
| Almirante da Armada | Almirante            | Vice-almirante                               | Contra-almirante      | Comodoro                          | Capitão de Mar e Guerra | Capitão de Fragata        | Capitão-tenente            | Primeiro-tenente                  | Primeiro-tenente                                  | Segundo-tenente                                   | Guarda-marinha Subtenente          | Aspirante                         | Aspirante               | Aspirante               | Cadete                  |                       |
| Rumunia             |                      |                                              |                       |                                   |                         |                           |                            |                                   |                                                   |                                                   |                                    |                                   | brak odpowiednika       | brak odpowiednika       | brak odpowiednika       | brak odpowiednika     |
| Rumunia             |                      |                                              |                       |                                   |                         |                           |                            |                                   |                                                   |                                                   |                                    |                                   | brak odpowiednika       | brak odpowiednika       | brak odpowiednika       | brak odpowiednika     |
| Rumunia             | Mareșal              | Amiral                                       | Viceamiral            | Contraamiral                      | Contraamiral de flotilă | Comandor                  | Căpitan-comandor           | Locotenent-comandor               | Căpitan                                           | Căpitan                                           | Locotenent                         | Aspirant                          | brak odpowiednika       | brak odpowiednika       | brak odpowiednika       | brak odpowiednika     |
| Hiszpania           |                      |                                              |                       |                                   |                         |                           |                            |                                   |                                                   |                                                   |                                    |                                   |                         |                         |                         |                       |
| Capitán General     | Almirante General    | Almirante                                    | Vice Almirante        | Contra Almirante                  | Capitán de Navío        | Capitán de Fragata        | Capitán de Corbeta         | Teniente de Navío                 | Teniente de Navío                                 | Alférez de Navío                                  | Alférez de Fragata                 | Guardiamarina                     | Guardiamarina           | Guardiamarina           | Alumnos                 |                       |
| Turcja              |                      |                                              |                       |                                   |                         |                           |                            |                                   |                                                   |                                                   |                                    |                                   |                         |                         |                         | brak odpowiednika     |
| Turcja              | Büyükamiral          | Oramiral                                     | Koramiral             | Tümamiral                         | Tuğamiral               | Albay                     | Yarbay                     | Binbaşı                           | Yüzbaşı                                           | Yüzbaşı                                           | Üsteğmen                           | Teğmen                            | Asteğmen                | Asteğmen                | Asteğmen                | brak odpowiednika     |
|                     | OF-10                | OF-9                                         | OF-8                  | OF-7                              | OF-6                    | OF-5                      | OF-4                       | OF-3                              | OF-2                                              | OF-2                                              | OF-1                               | OF-1                              | OF(D)                   | OF(D)                   | OF(D)                   | Kandydaci             |

## Warrant officers (WO1–5)
Warrant officers są niżsi rangą od oficerów, jednak wyżsi od żołnierzy korpusu podoficerów. Występują wyłącznie w siłach zbrojnych Stanów Zjednoczonych.
| NATO Rank               | WO-5                    | WO-4                    | WO-3                    | WO-2              | WO-1 |
| ----------------------- | ----------------------- | ----------------------- | ----------------------- | ----------------- | ---- |
| Stany Zjednoczone       |                         |                         |                         |                   |      |
| Chief Warrant Officer 5 | Chief Warrant Officer 4 | Chief Warrant Officer 3 | Chief Warrant Officer 2 | Warrant Officer 1 |      |
| NATO Rank               | WO-5                    | WO-4                    | WO-3                    | WO-2              | WO-1 |